# Trix y Flix
Trix y Flix son las mascotas oficiales de la Eurocopa 2008.
La pareja formada por los gemelos llevan la bandera nacional de los euroanfitriones Austria y Suiza, indumentarias basadas en sus banderas en las que predomina el rojo y el blanco. Llevan los dorsales número 20 y 08 en sus camisetas hecho que al unirse forman el año 2008.
En la página web de la UEFA el 36,3% de los votantes decidieron que los nombres serían Trix y Flix. La decisión final fue muy ajustada. Los demás nombres que se barajaron fueron: Flit para ambos, y Bitz así como Zagi y Zigi, tuvieron el 33,7% y el 30,0% de los votos. Se emitieron un total de 67.406 votos.
Con el partido amistoso en octubre de 2006 entre Austria y Suiza ambos participaron por primera vez en un estadio de fútbol.
Los nombres y la apariencia exterior de las figuras se parecen a las famosas figuras del cómic de Fix y Foxi. Aparecen en el videoclip de la canción oficial de la Eurocopa en la que aparecen junto a Shaggy.
Aparecieron por última vez en la presentación de las mascotas de la Eurocopa 2012.